# تارسینو
تارسینو (به بلغاری: Tarsino) یک منطقهٔ مسکونی در بلغارستان است که در شهرستان کیوستندیل واقع شده‌است.